# توشیزو نیشیو
توشیزو نیشیو (انگلیسی: Toshizō Nishio; ۳۱ اکتبر ۱۸۸۱ – ۲۶ اکتبر ۱۹۶۰) فرد نظامی اهل ژاپن بود.
او همچنین برندهٔ جوایزی همچون نشان خورشید فروزان و نشان بادبادک طلایی شده‌است.